# Grand Prix Singapuru 2017
Grand Prix Singapuru 2017 (oficiálně 2017 Formula 1 Singapore Airlines Singapore Grand Prix) se jela na trati Marina Bay Street Circuit v Singapuru dne 17. září 2017. Závod byl čtrnáctým v pořadí v sezóně 2017 šampionátu Formule 1.

## Kvalifikace
| Poř.                        | No. | Jezdec            | Konstruktér               | Časy v kvalifikaci | Časy v kvalifikaci | Časy v kvalifikaci | Pořadí na startu |
| Poř.                        | No. | Jezdec            | Konstruktér               | Q1                 | Q2                 | Q3                 | Pořadí na startu |
| --------------------------- | --- | ----------------- | ------------------------- | ------------------ | ------------------ | ------------------ | ---------------- |
| 1                           | 5   | Sebastian Vettel  | Ferrari                   | 1:43.336           | 1:40.529           | 1:39.491           | 1                |
| 2                           | 33  | Max Verstappen    | Red Bull Racing-TAG Heuer | 1:42.010           | 1:40.332           | 1:39.814           | 2                |
| 3                           | 3   | Daniel Ricciardo  | Red Bull Racing-TAG Heuer | 1:42.063           | 1:40.385           | 1:39.840           | 3                |
| 4                           | 7   | Kimi Räikkönen    | Ferrari                   | 1:43.328           | 1:40.525           | 1:40.069           | 4                |
| 5                           | 44  | Lewis Hamilton    | Mercedes                  | 1:42.455           | 1:40.577           | 1:40.126           | 5                |
| 6                           | 77  | Valtteri Bottas   | Mercedes                  | 1:43.137           | 1:41.409           | 1:40.810           | 6                |
| 7                           | 27  | Nico Hülkenberg   | Renault                   | 1:42.586           | 1:41.277           | 1:41.013           | 7                |
| 8                           | 14  | Fernando Alonso   | McLaren-Honda             | 1:42.086           | 1:41.442           | 1:41.179           | 8                |
| 9                           | 2   | Stoffel Vandoorne | McLaren-Honda             | 1:42.222           | 1:41.227           | 1:41.398           | 9                |
| 10                          | 55  | Carlos Sainz Jr.  | Toro Rosso                | 1:42.176           | 1:41.826           | 1:42.056           | 10               |
| 11                          | 30  | Jolyon Palmer     | Renault                   | 1:42.472           | 1:42.107           |                    | 11               |
| 12                          | 11  | Sergio Pérez      | Force India-Mercedes      | 1:43.594           | 1:42.246           |                    | 12               |
| 13                          | 26  | Daniil Kvjat      | Toro Rosso                | 1:42.544           | 1:42.338           |                    | 13               |
| 14                          | 31  | Esteban Ocon      | Force India-Mercedes      | 1:43.626           | 1:42.760           |                    | 14               |
| 15                          | 8   | Romain Grosjean   | Haas-Ferrari              | 1:43.627           | 1:43.883           |                    | 15               |
| 16                          | 20  | Kevin Magnussen   | Haas-Ferrari              | 1:43.756           |                    |                    | 16               |
| 17                          | 19  | Felipe Massa      | Williams-Mercedes         | 1:44.014           |                    |                    | 17               |
| 18                          | 18  | Lance Stroll      | Williams-Mercedes         | 1:44.728           |                    |                    | 18               |
| 19                          | 94  | Pascal Wehrlein   | Sauber-Ferrari            | 1:45.059           |                    |                    | 19               |
| 20                          | 9   | Marcus Ericsson   | Sauber-Ferrari            | 1:45.570           |                    |                    | 20               |
| 107 % času vítěze: 1:49.150 |     |                   |                           |                    |                    |                    |                  |
| Zdroj:                      |     |                   |                           |                    |                    |                    |                  |

Poznámky
1. ↑  Marcus Ericsson obdržel trest posunu o 5 míst vzad kvůli neplánované výměně převodovky.

## Závod
| Poř.   | No. | Jezdec            | Konstruktér               | Počet kol | Čas/Odstoupení      | Pořadí na startu | Body |
| ------ | --- | ----------------- | ------------------------- | --------- | ------------------- | ---------------- | ---- |
| 1      | 44  | Lewis Hamilton    | Mercedes                  | 58        | 2:03:23.544         | 5                | 25   |
| 2      | 3   | Daniel Ricciardo  | Red Bull Racing-TAG Heuer | 58        | +4.507              | 3                | 18   |
| 3      | 77  | Valtteri Bottas   | Mercedes                  | 58        | +8.800              | 6                | 15   |
| 4      | 55  | Carlos Sainz Jr.  | Toro Rosso                | 58        | +22.822             | 10               | 12   |
| 5      | 11  | Sergio Pérez      | Force India-Mercedes      | 58        | +25.359             | 12               | 10   |
| 6      | 30  | Jolyon Palmer     | Renault                   | 58        | +27.259             | 11               | 8    |
| 7      | 2   | Stoffel Vandoorne | McLaren-Honda             | 58        | +30.388             | 9                | 6    |
| 8      | 18  | Lance Stroll      | Williams-Mercedes         | 58        | +41.696             | 18               | 4    |
| 9      | 8   | Romain Grosjean   | Haas-Ferrari              | 58        | +43.282             | 15               | 2    |
| 10     | 31  | Esteban Ocon      | Force India-Mercedes      | 58        | +44.795             | 14               | 1    |
| 11     | 19  | Felipe Massa      | Williams-Mercedes         | 58        | +46.536             | 17               |      |
| 12     | 94  | Pascal Wehrlein   | Sauber-Ferrari            | 56        | +2 kola             | 19               |      |
| Ret    | 20  | Kevin Magnussen   | Haas-Ferrari              | 50        | Motor               | 16               |      |
| Ret    | 27  | Nico Hülkenberg   | Renault                   | 48        | Olej                | 7                |      |
| Ret    | 9   | Marcus Ericsson   | Sauber-Ferrari            | 35        | Nehoda              | 20               |      |
| Ret    | 26  | Daniil Kvjat      | Toro Rosso                | 10        | Nehoda              | 13               |      |
| Ret    | 14  | Fernando Alonso   | McLaren-Honda             | 8         | Poškození po kolizi | 8                |      |
| Ret    | 5   | Sebastian Vettel  | Ferrari                   | 0         | Poškození po kolizi | 1                |      |
| Ret    | 33  | Max Verstappen    | Red Bull Racing-TAG Heuer | 0         | Kolize              | 2                |      |
| Ret    | 7   | Kimi Räikkönen    | Ferrari                   | 0         | Kolize              | 4                |      |
| Zdroj: |     |                   |                           |           |                     |                  |      |

## Průběžné pořadí po závodě
Pohár jezdců
|  | Pořadí | Jezdec           | Body |
|  | ------ | ---------------- | ---- |
|  | 1      | Lewis Hamilton   | 263  |
|  | 2      | Sebastian Vettel | 235  |
|  | 3      | Valtteri Bottas  | 212  |
|  | 4      | Daniel Ricciardo | 162  |
|  | 5      | Kimi Räikkönen   | 138  |

Pohár konstruktérů
|  | Pořadí | Konstruktér               | Body |
|  | ------ | ------------------------- | ---- |
|  | 1      | Mercedes                  | 475  |
|  | 2      | Ferrari                   | 373  |
|  | 3      | Red Bull Racing-TAG Heuer | 230  |
|  | 4      | Force India-Mercedes      | 124  |
|  | 5      | Williams-Mercedes         | 59   |